# الجبوب (حبيش)

تعديل مصدري - تعديل

الجبوب هي إحدى قرى عزلة الناحية بمديرية حبيش التابعة لمحافظة إب، بلغ تعداد سكانها 87 نسمة حسب تعداد اليمن لعام 2004.